# John Davies (poet)
John Davies, född 16 april 1569, död 8 december 1626, var en engelsk poet.
Davies var till yrket jurist. Han skrev två längre poem, Orchestra (1596) om danskonst och Nosce te ipsum (1599), om själens odödlighet. Han skrev därtill en samling dikter till drottning Elisabets ära, Astræa (1599). Davis poesi är typisk för sin tid med en flödande lätthet och ohämmad fantastik. Han inspirerades i viss mån av Edmund Spenser.